# Сидорчук Нінель Герандівна
Ніне́ль Гера́ндівна Сидорчу́к (нар. 14 жовтня 1962, Житомир) — педагог, доктор педагогічних наук (2014), професор (2021).

## Біографічні дані
Народилася 14 жовтня 1962 року в Житомирі.
У 1985 році закінчила Житомирський педагогічний інститут, де з 1990 й працює: з 2015 року — професор кафедри педагогіки, професійної освіти та управління освітніми закладами, а з 2022 року — професор кафедри професійно-педагогічної, спеціальної освіти, андрагогіки та управління, водночас очолює науково-дослідну лабораторію акмеології освіти.

## Наукова робота
Наукові дослідження: удосконалення підготовки майбутніх учителів до самоосвітньої діяльності; професійно-педагогічна підготовка студентів та аспірантів університетів у контексті євроінтеграційних процесів; акмеологія; рекреалогія. Головний редактор науково-методичного журналу «Креативна педагогіка» (з 2016 року). Член редколегії журналу «Нові технології навчання».
Авторка понад 200 наукових та науково-методичних праць, у тому числі 2 одноосібних та 15 колективних монографій, 6 навчальних посібників; співавторка 3 навчально-методичні посібників, 5 навчальних посібників, 5 методичних рекомендацій.
Під її керівництвом захищено 8 кандидатських дисертацій.

### Основні праці
За ЕСУ:
- Організація самоосвітньої діяльності майбутніх учителів: теорія та технологія формування. — Ж., 2004;
- Професійно-педагогічна підготовка студентів університетів у контексті єдиного європейського освітнього простору: історико-педагогічний аспект. — Ж., 2014;
- Теорія і практика професійної акмеології. — Ж., 2020 (співавтор);
- Psychological Profile of Successful Criminal Police Officer // International J. of Applied Exercise Physiology. — 2020. — Vol. 9, № 3 (співавтор);
- Interrelation of Physical, Professional and Combat Performance of the Future Officers Engaged in Strength Sports during Studying // International J. of Applied Exercise Physiology. — № 11 (співавтор);
- Проблеми професійного здоров'я суб’єктів освітнього процесу // Соціально-педагогічні засади підготовки фахівців в умовах освітніх трансформації. — Ж., 2023[1].

## Нагороди
- Почесна грамота Міністерства освіти і науки України (2002);
- Почесні дипломи МОН за участь у виставці «Сучасні заклади освіти України» (2003, 2007, 2013);
- Почесна грамота Житомирської обласної державної адміністрації (2007, 2009);
- Нагрудний знак «Заслужений працівник Житомирського університету імені Івана Франка» (2012);
- Почесна грамота НАПН України (2018)[4].